# 米山水库 (文登市)
米山水库，位于中国山东省文登区西部，母猪河中上游，于1960年，控制流域面积440平方公里，总库容2.8亿立方米，兴利库容1.07亿立方米。大坝为粘土心墙砂壳坝，全长950米，最大坝高为20.89米。水库设计灌溉面积2.07万公顷，有效灌溉面积1.4万公顷。